# Josué Tiendrébéogo
Josué Tiendrébéogo, né le 21 novembre 2002, est un footballeur international burkinabè, qui joue au poste de milieu offensif au FC Annecy.

## Biographie

### En club
Josué Tiendrébéogo est formé au à l’Académie Football Plus et commence sa carrière senior en 2020 avec le SC Majestic en première division burkinabè. En 2024, il est meilleur buteur du championnat avec dix réalisations et est élu meilleur joueur du championnat.
Le 6 août 2024, Josué Tiendrébéogo rejoint pour deux saisons le FC Annecy après avoir inscrit un but et donné une passe décisive sur ses deux matchs amicaux d'essai. Le 30 août 2024, il inscrit son premier but face au Stade Malherbe Caen.

### En sélection
Josué Tiendrébéogo honore ses premières sélections en équipe du Burkina Faso A' dans le cadre des qualifications au CHAN 2022 face à la Côte d'Ivoire, le 27 août et le 4 septembre 2022.
En octobre 2022, il est convoqué en équipe du Burkina Faso des moins de 23 ans pour les matchs de qualifications à la Coupe d'Afrique des nations des moins de 23 ans 2023 contre le Sénégal.
En novembre 2024, Tiendrébéogo est convoqué pour la première fois en équipe du Burkina Faso pour pallier la blessure de Dango Ouattara. Le 14 novembre 2024, il honore sa première sélection dans le cadre des qualifications à la CAN 2025 face au Sénégal puis joue à nouveau quatre jours plus tard face au Malawi.